# 뉴욕 로커
뉴욕 로커(New York Rocker 또는 NY Rocker)는 1976년 앨런 베트록이 창간한 펑크 록 뉴 웨이브 음악 잡지이다. 1979년에는 호당 2만 부가 판매되었다. 베트록은 1978년 잡지를 떠났으며, 이후 1982년 폐간되기 전까지 앤디 슈와츠가 편집장으로 자리하였다. 총 54호가 발간되었다.
요 라 텡고의 기타리스트이자 보컬인 이라 카플란이 뉴욕 로커의 평론가로 활동했다. 디비스는 잡지를 기리기 위해 〈I Read New York Rocker〉를 작곡하고, 잡지의 사무실에서 데모를 녹음하였다.